# اچ‌ام‌اس مارشال نی
اچ‌ام‌اس مارشال نی (به انگلیسی: HMS Marshal Ney) یک کشتی بود که طول آن ۳۵۵ فوت (۱۰۸ متر) بود. این کشتی در سال ۱۹۱۵ ساخته شد.